# Melinoessa pieridaria
Timana pieridaria là một loài bướm đêm trong họ Geometridae.